# Scaptococcus californicus
Scaptococcus californicus är en insektsart som beskrevs av Mckenzie 1964. Scaptococcus californicus ingår i släktet Scaptococcus och familjen ullsköldlöss. Inga underarter finns listade i Catalogue of Life.